# Гремяча (Осинский район)
Гремяча — село в Осинском городском округе Пермского края России.

## Географическое положение
Село расположено недалеко от правого берега реки Тулва на расстоянии примерно 13 километров по прямой на юго-восток от города Оса.

## История
Основано как деревня в 1817 году по повелению князей Голицыных, стало селом в 2004 году по решению Законодательного собрания Пермской области. С 2006 по 2019 год являлось центром Гремячинского сельского поселения Осинского района. После упразднения обоих муниципальных образований стало рядовым населенным пунктом Осинского городского округа.

## Климат
Климат умеренно — континентальный. Средняя температура в зимние месяцы −10ºC. Средняя температура в летние месяцы +20ºC, среднегодовая температура воздуха равна +1,7°С.
Количество атмосферных осадков за год около 598 мм, из них большая часть приходится на тёплый период (июнь-июль).
Образование устойчивого снежного покрова происходит в начале ноября. Средняя продолжительность снежного покрова 160—170 дней. Средняя из наибольших декадных высот снежного покрова за зиму — 64 см. Таяние снега начинается в конце апреля.

## Население
Постоянное население составляло 545 человек (96 % русские) в 2002 году, 486 человек в 2010 году. 